# Psychotria molinarum
Psychotria molinarum är en måreväxtart som beskrevs av David H. Lorence. Psychotria molinarum ingår i släktet Psychotria och familjen måreväxter. Inga underarter finns listade i Catalogue of Life.